# Tony Hill

Tony Hill – fikcyjna postać stworzona przez szkocką pisarkę Val McDermid. W serialu Żądza krwi postać jest kreowana przez brytyjskiego aktora Robsona Greena

## Charakterystyka
Dr Tony Hill to ekscentryczny psycholog kliniczny specjalizujący się w tworzeniu profili seryjnych morderców. Mieszka w fikcyjnym mieście Bradfield, gdzie pomaga lokalnej policji w dochodzeniach dotyczących seryjnych morderstw. 
Pomagając policji Tony Hill wczuwa się w rolę ofiar i morderców. Potrafi również stworzyć portret psychologiczny mordercy na podstawie oględzin miejsca zbrodni i ran zadanych ofierze. 
Tony Hill mieszka samotnie, ma problemy z nawiązywaniem kontaktów z kobietami. W pierwszych sezonach serialu współpracuje z inspektor Carol Jordan, która podobnie jak on jest samotna. Począwszy od sezonu 4. współpracuje z Alex Fielding, kobietą która samotnie wychowuje syna. Jedną z rozrywek doktora Hilla są gry komputerowe.

## Obecność w literaturze
- The Mermaids Singing (1995)
- The Wire in the Blood (1997)
- The Last Temptation (2002)
- The Torment of Others (2004)
- Beneath the Bleeding (2007)